# Košarkaški klub Vizura Beograd
Il Košarkaški klub Vizura Belgrado è una società cestistica avente sede a Belgrado, in Serbia.
Fondata nel 2003, tra il 2005 e il 2007, cambiò nome in KK Vizura Ušće dopo la fusione con il K.K. Ušće. Nel 2009 si fuse con il K.K. Mega Basket dando vita al KK Mega Vizura.
Dopo aver mantenuto attivo solo il settore giovanile, nel 2014 la società è stata rifondata.
Disputa il campionato serbo.